# Taken (serie de televisión de 2017)
Taken es una serie de televisión de drama franco-estadounidense basada en la trilogía cinematográfica de Taken. La serie actúa como una historia de origen moderna. Es protagonizada por Clive Standen como una versión más joven de Bryan Mills, el personaje interpretado por Liam Neeson en la trilogía. La serie se estrenó el 27 de febrero de 2017, en NBC. NBC renovó la serie para una segunda temporada de 16 episodios el 9 de mayo de 2017.
NBC canceló la serie el 11 de mayo de 2018 y el episodio final se emitirá el 23 de junio.

## Premisa
El ex boina verde Bryan Mills debe superar una tragedia personal, con el fin de obtener venganza al comenzar su carrera como un operativo de inteligencia especial.

## Reparto

### Principales
- Clive Standen como Bryan Mills.
- Gaius Charles como John (temp. 1)[8]
- Brooklyn Sudano como Asha (temp. 1)[9]
- Monique Gabriela Curnen como Vlasik (temp. 1)[8]
- Michael Irby como Scott (temp. 1)[10]
- Jose Pablo Cantillo como Dave (temp. 1)[11]
- James Landry Hébert como Rem (temp. 1)[8]
- Jennifer Beals como Christina Hart.[12]
- Adam Goldberg como Kilroy (segunda temporada).
- Jessica Camacho como Santana (segunda temporada).

### Recurrentes
- Jennifer Marsala como Riley, un miembro del equipo de OPCON.[13]
- Simu Liu como Faaron.[14]
- Ali Kazmi como Marzoki.[15]

## Temporadas
| Temporada | Temporada | Episodios | Emisión original      | Emisión original    |
| Temporada | Temporada | Episodios | Inicio                | Final               |
| --------- | --------- | --------- | --------------------- | ------------------- |
|           | 1         | 10        | 27 de febrero de 2017 | 1 de mayo de 2017   |
|           | 2         | 16        | 15 de enero de 2018   | 30 de junio de 2018 |

## Producción
La serie fue encargada en septiembre de 2015.
Las escenas funerarias fueron filmadas en la Iglesia Anglicana de Cristo en Port Stanley, Ontario, Canadá.
El showrunner Alex Cary dejó la serie al final de la primera temporada, y un nuevo showrunner será traído para la temporada 2.

## Recepción
En Rotten Tomatoes le da a la serie un índice de aprobación del 35% basado en 26 críticas, con una calificación promedio de 5/10. En Metacritic, la serie tiene una puntuación de 46 de 100, basada en 22 críticos, indicando "críticas mixtas".